# Parque ecológico Kurt Beer
El Parque ecológico Kurt Beer es un parque ubicado en la ciudad de Piura, Perú.
Tiene una extensión de 75 hectáreas y dentro de su extensión cuenta con zoológico. Cerca se encuentra el humedal de Santa Julia en el cual habitan alrededor de 90 especies de aves.
Entre las especias de animales que alberga el zoológico se encuentran venados, monos, osos de anteojos, gatos monteses, loros cabeza roja, pavos reales, monos leoncitos, caballos, achuni, aguilillas y ronsocos. También cuenta plantas como crotos, acalifa verde y roja, cucardas, rosas, lluvias, algarrobo, zapote, ponciano, tamarindo, limonero y papaya. Asimismo posee un bosque de algarrobos.